# Daniel Anker (Produzent)
Daniel „Danny“ Anker (* 14. März 1964 in Washington, D.C.; † 21. April 2014 in New York City) war ein US-amerikanischer Filmproduzent und Filmregisseur. Er drehte vor allem Dokumentarfilme.

## Leben
Der in Washington als Sohn einer Autorin und eines Juristen geborene Anker wuchs in Potomac, Maryland, auf, wo er die Winston Churchill High School besuchte. Er studierte an der Harvard University, wo er 1986 einen Abschluss in Musikwissenschaft und Psychologie erlangte.
Anker zog dann nach New York, wo er ab 1987 als musikalischer Berater und Rechercheur an der Entstehung von Fernsehdokumentationen mitwirkte. Ab den frühen 1990er Jahren fungierte er auch als Associate Producer und später als Produzent von Fernsehsendungen, wie der PBS-Kinderserie Marsalis on Music.
Gemeinsam mit Barak Goodman drehte Anker 2000 den Dokumentarfilm Scottsboro: An American Tragedy. In diesem behandelt er die Geschichte der Scottsboro Boys, neun afroamerikanischen Jugendlichen, die 1931 beschuldigt wurden, zwei weiße Mädchen vergewaltigt zu haben und ohne Beweise zunächst zum Tode verurteilt wurden, später aber nach weiteren Verhandlungen zum Teil freikamen und zum Teil längere Haftstrafen antreten mussten. Der Film brachte Anker und Goodman bei der Oscarverleihung 2001 eine Nominierung für den Oscar in der Kategorie Bester Dokumentarfilm ein. Der Film gewann unter anderem einen Primetime Emmy.
2004 entstand mit Music from the Inside Out sein persönlichster Film, in dem er die Bedeutung der Musik aus der Sicht von Mitgliedern des Philadelphia Orchestra untersuchte.
Im gleichen Jahr erschien Hollywood und der Holocaust, in dem Anker den Umgang der US-Filmindustrie mit dem Holocaust während des Zweiten Weltkriegs und in den Folgejahren einer kritischen Analyse unterzog. Anker recherchierte dafür seltenes Wochenschau-Material mit Filmmaterial aus den Todeslagern sowie über 40 zu dieser Zeit entstandene Hollywood-Filme.
In Auf Hundeschlitten gegen den Tod thematisiert Anker den als „Serum Run to Nome“ bekannt gewordenen Hundeschlitten-Staffellauf, mit dem im Winter 1925 dringend benötigte Medikamente in den entlegenen Nordwesten Alaskas gebracht wurden, um die Diphtherieepidemie in der Kleinstadt Nome unter Kontrolle zu bringen.
Seine Arbeit an By Sidney Lumet, einem intimen Porträt des Filmemachers Sidney Lumet, das auf einem mehrtägigen Interview Ankers mit Lumet aus dem Jahr 2008 basierte, konnte er nicht mehr vollenden. Er verstarb während der Postproduktion des Films im Alter von 50 Jahren an den Folgen einer Lungenentzündung in Manhattan. Regisseurin Nancy Buirski stellte den Film fertig, der Anker gewidmet wurde.
Anker war von 2001 bis zu seinem Tod mit Donna Santman verheiratet. Aus der Ehe gingen zwei Kinder hervor.

## Filmografie
- 1990: Tchaikovsky: 150th Birthday Gala from Leningrad (Fernsehspecial, Produktion)
- 1991, 1993: Great Performances (Fernsehserie, 2 Episoden; Produktion)
- 1995: Marsalis on Music (Fernsehserie, 4 Episoden; Produktion)
- 1996: Daley: The Last Boss (Co-Produktion)
- 2000: Scottsboro: An American Tragedy (Co-Regie, Produktion)
- 2001: American Experience (Dokumentarserie, Episode 13x13; Co-Regie, Produktion)
- 2004: Music from the Inside Out (Regie, Produktion)
- 2004: Hollywood und der Holocaust (Imaginary Witness: Hollywood and the Holocaust; Regie, Produktion)
- 2006: Independent Lens (Dokumentarserie, Episode 7x2; Regie, Produktion)
- 2010: Through My Eyes: The Charlie Kelman Story (Regie, Produktion)
- 2010: Voices Unbound: The Story of the Freedom Writers (Regie, Produktion)
- 2012: Auf Hundeschlitten gegen den Tod (Icebound; Regie, Drehbuch, Produktion)
- 2015: By Sidney Lumet (Interviews)